# Пшитока (Цехановський повіт)
Пшитока (пол. Przytoka) — село в Польщі, у гміні Опіноґура-Ґурна Цехановського повіту Мазовецького воєводства.
У 1975-1998 роках село належало до Цехановського воєводства.